# Park Narodowy Channel Islands

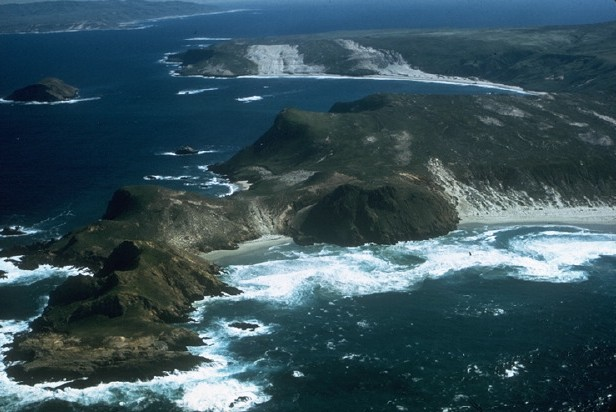
Park Narodowy Channel Islands

Park Narodowy Channel Islands (ang. Channel Islands National Park) – park narodowy położony na zachodnim wybrzeżu USA, w stanie Kalifornia. W jego skład wchodzi pięć z ośmiu wysp archipelagu Channel Islands na Oceanie Spokojnym. Od 26 kwietnia 1938 roku pomnik przyrody, 5 marca 1980 podniesiony do rangi parku narodowego.
Obszar parku obejmuje powierzchnię 1009,10 km², z czego połowa to obszar morski. W skład parku wchodzą wyspy:
- San Miguel 38 km²
- Santa Rosa 214 km²
- Anacapa 2,8 km²
- Santa Barbara 2,6 km²
- Santa Cruz 245 km² (24% powierzchni, pozostałe 76% należy do fundacji ekologicznej Nature Conservancy)

## Fauna
Na obszarze Park Narodowego Channel Islands występuje bardzo wiele gatunków zwierząt, wśród których można wymienić: bielika amerykańskiego, orła przedniego, sieweczkę morską, pelikana brunatnego, nawałnika burego, lisa wyspowego.